# Perlő község
Perlő község (románul: Comuna Brebu) község Krassó-Szörény megyében, Romániában. Központja Perlő, beosztott falvai Apádia, Váldény.

## Népessége
A 2011-es népszámlálás adatai alapján a község népessége 1164 fő volt.